# Hans Schaufuß
Hans Joachim Schaufuß (* 28. Dezember 1918 in Hamburg; † 27. Oktober 1941 in Michailowska bei Orjol) war ein deutscher Schauspieler.

## Leben
Hans Joachim Schaufuß war der Sohn des Schauspielers Hans Hermann Schaufuß und der Bruder des Schauspielers Peter-Timm Schaufuß. Er wurde vor allem, schon als Kinderdarsteller, durch eine Hauptrolle in der Erstverfilmung von Emil und die Detektive bekannt, in der er den Gustav mit der Hupe spielte. Im selben Jahr spielte er den „Anton“ in Gottfried Reinhardts Inszenierung von Erich Kästners Kinderroman Pünktchen und Anton am Deutschen Theater Berlin, „Pünktchen“ war Hanna Maron. Schaufuß fiel im Zweiten Weltkrieg im Krieg mit der Sowjetunion.

## Filmografie
- 1931: Die Bräutigamswitwe
- 1931: Emil und die Detektive
- 1932: Der weiße Dämon
- 1932: Peter Voß, der Millionendieb
- 1932: Strich durch die Rechnung
- 1933: Brennendes Geheimnis
- 1933: Der Zarewitsch
- 1934: Nischt geht über die Gemütlichkeit
- 1934: Annette im Paradies
- 1934: Die Töchter ihrer Exzellenz
- 1935: Traumulus
- 1936: Stradivaris Schülergeige
- 1936: Stjenka Rasin
- 1936: Spiel an Bord
- 1936: Der Bettelstudent
- 1938: Dreizehn Mann und eine Kanone
- 1940: Fahrt ins Leben